# Anatella silvestris
Anatella silvestris är en tvåvingeart som beskrevs av Oskar Augustus Johannsen 1909. Anatella silvestris ingår i släktet Anatella och familjen svampmyggor.
Artens utbredningsområde är British Columbia. Inga underarter finns listade i Catalogue of Life.